# Heinrich Vogl
Pour les articles homonymes, voir Vogl (homonymie).
Heinrich Vogl, né le 15 janvier 1845 à Munich et y décédé le 21 avril 1900 est un heldentenor d'opéra bavarois.

## Biographie
Heinrich Vogl suit une formation musicale au Lehrerseminar de Freising. Dès 1862, il est professeur assistant et en 1865 il entre dans le chœur du Théâtre de Cour de Munich dirigé par Franz Lachner. Il a fait ses débuts sur scène dans le rôle de Max dans Der Freischütz de Carl Maria von Weber, le 5 novembre 1865 à l'opéra de Munich, où il fera carrière pendant près de 35 ans et 2 095 apparitions. Il s'y fait connaître pour ses rôles wagnériens, Lohengrin (1867), Tristan (1869), Loge (Rheingold) (1869) et Siegmund (Die Walküre) (1870). Il également participé à la première représentation de Der Ring des Nibelungen à Bayreuth.
Il est invité dans toutes les grandes villes d'Allemagne et à l'étranger : aux Pays-Bas, à Londres, Saint Pétersbourg et aux États-Unis. En 1890, il chante Lohengrin au Metropolitan Opera. 
En 1868, il épouse Thérèse Thoma qui sera souvent sa partenaire dans Tristan und Isolde de Wagner. 
Il est considéré comme l'un des ténors les plus polyvalents du XIXe siècle, non seulement parce qu'il incarne presque tous les grands rôles du répertoire, mais aussi comme chanteur d'oratorio, entre autres dans les concerts de la Musikalische Akademie (en particulier comme évangéliste dans les deux Passions de Jean Sébastien Bach). Il est aussi un interprète de lieder apprécié et recherché.
En tant que compositeur, Heinrich Vogl est incapable de répéter son succès de chanteur. Il avait appris la composition à Freising. Il écrit quelques chansons. À la fin des années 1890, il compose l'opéra Der Fremdling sur une conception dramatique de Felix Dahn. Lors de la première, le 7 mai 1899, il chante le rôle de Baldur et obtient le plus grand de ses triomphes en tant que chanteur et le seul en tant que compositeur. Il fait sa dernière apparition le 17 avril 1900. Il meurt le 21, à l'âge de 55 ans. Il repose, au côté de son épouse, à Tutzing, en Bavière.
Son répertoire wagnérien comprend tous les grands rôles de ténor sauf Walther dans Die Meistersinger von Nürnberg. Wagner lui avait refusé ce rôle pour la création, en 1868, considérant qu'à 23 ans, Vogl était « totalement incompétent ». Lui et son épouse Thérèse ont été parmi les premiers artistes à chanter les rôles principaux dans Tristan und Isolde, dans lesquels ils excellaient.
Parmi les rôles non-wagnérien, on trouve le rôle-titre dans Otello, de Verdi, Canio dans I Pagliacci de Leoncavallo, Enée dans les Troyens et Benvenuto Cellini de Berlioz. Il était connu pour sa puissance et l'endurance vocale, ce qui lui permettait d'interpréter Loge, Siegmund et les deux Siegfried de la Tétralogie de Wagner lors de soirées consécutives, et cela à plusieurs reprises.